# Чизме
Чизме су одевни предмет који служи за заштиту стопала али и подклоленице од спољних утицаја. У суштини оне су врсте ципела чија је основна карактеристика већа дубљина.

## Историја
Најраније чизме су чиниле два дела, дољи који је био упоредив са обичним ципелама и горњи направљен од неког топлијег материјала. Око 1000 година пре нове ере, ова два дела су се спојила и тако су настале претече данашњих чизми. Наравно развој чизме се дугује народима који су живели на крајњем северу пре свега степским номадским народима, Русима и Скандинавцима и другим. 
У 17.веку у Европи су чизме добиле пре свега војнички стил. У нојиме добу оне постају и модни детаљ па се развијау чизме са потпетицом.

## Врсте
Чизме се могу у зависности од намена правити од најразличитијих материјала: кожа, вуна, платно, гума, цинтетички материјали и др. По величини чизме могу бити: надколенице, подколенице и плитке чизме. Такође постоји и подела према намени односно местима где се могу користити. С обзиром на конструкцију и уколико се користе одговарајуући материјали чизме могу бити и заштитне пре свега у грађевинарству, код ватрогасаца и слично.

## Галерија
- Женске чизме
- Рибарске чизме
- Војне чизме
- Каубојске чизме
- Руске ваљенке
- Радне чизме